# جورج إي. بيل
جورج إي. بيل هو سياسي كندي، ولد في 21 نوفمبر 1883، وتوفي في 16 نوفمبر 1970. حزبياً، نشط في حزب الائتمان الاجتماعي في ألبرتا ‏. وقد انتخب عضو الجمعية التشريعية ألبرتا.